# Sorrow Throughout the Nine Worlds
Sorrow Throughout the Nine Worlds – minialbum zespołu Amon Amarth zarejestrowany w Abyss Studio w 1995 roku, a wydany w kwietniu 1996 nakładem Pulverised Records.

## Lista utworów
1. "Sorrow Throughout the Nine Worlds" − 3:51
2. "The Arrival of the Fimbul Winter" − 4:26
3. "Burning Creation" − 5:04
4. "The Mighty Doors of the Speargod's Hall" − 5:43
5. "Under the Grayclouded Winter Sky" − 5:38

## Twórcy
- Johan Hegg − growl
- Nico Mehra − perkusja
- Olavi Mikkonen − gitara elektryczna
- Anders Hannson − gitara elektryczna
- Ted Lundström − gitara basowa